# Uddebo
Uddebo är en tätort i Tranemo kommun. I Uddebo finns en bygdegård, Fritidsgården, den var från början fabrikörsbostad till Fritz Claesson. Textilindustrin har länge varit viktig för den lilla tätorten, men Väveriet inhyser nu istället kontor, makerspace, verkstäder och flera musikstudios.

## Befolkningsutveckling
| Befolkningsutvecklingen i Uddebo 1960–2020 | Befolkningsutvecklingen i Uddebo 1960–2020 | Befolkningsutvecklingen i Uddebo 1960–2020 | Befolkningsutvecklingen i Uddebo 1960–2020 | Befolkningsutvecklingen i Uddebo 1960–2020 |
| ------------------------------------------ | ------------------------------------------ | ------------------------------------------ | ------------------------------------------ | ------------------------------------------ |
|                                            |                                            |                                            |                                            |                                            |
| År                                         |                                            |                                            | Folkmängd                                  | Areal (ha)                                 |
| 1960                                       | 1960                                       |                                            | 403                                        |                                            |
| 1965                                       | 1965                                       |                                            | 355                                        |                                            |
| 1970                                       | 1970                                       |                                            | 326                                        |                                            |
| 1975                                       | 1975                                       |                                            | 286                                        |                                            |
| 1980                                       | 1980                                       |                                            | 281                                        |                                            |
| 1990                                       | 1990                                       |                                            | 270                                        | 57                                         |
| 1995                                       | 1995                                       |                                            | 282                                        | 59                                         |
| 2000                                       | 2000                                       |                                            | 263                                        | 59                                         |
| 2005                                       | 2005                                       |                                            | 255                                        | 58                                         |
| 2010                                       | 2010                                       |                                            | 258                                        | 58                                         |
| 2015                                       | 2015                                       |                                            | 220                                        | 64                                         |
| 2020                                       | 2020                                       |                                            | 272                                        | 64                                         |
|                                            |                                            |                                            |                                            |                                            |